# Nuevo Progreso
Nuevo Progreso – miasto na południowym zachodzie Gwatemali, w departamencie San Marcos. Według danych szacunkowych z 2012 roku liczba mieszkańców wynosiła 15 127 osób. 
Nuevo Progreso leży około 70 km na południe od stolicy departamentu – miasta San Marcos, oraz około 30 kilometrów na wschód od rzeki Suchiate, będąca rzeką graniczną pomiędzy Gwatemalą a meksykańskim stanem Chiapas. 
Leży na wysokości 637 metrów nad poziomem morza, u podnóża gór Sierra Madre de Chiapas, na nizinie Oceanu Spokojnego.

## Gmina Nuevo Progreso
Miasto jest także siedzibą władz gminy o tej samej nazwie, która jest jedną z dwudziestu dziewięciu gmin w departamencie. W 2012 roku gmina liczyła 36 849 mieszkańców. Gmina jak na warunki Gwatemali jest średniej wielkości, a jej powierzchnia obejmuje 160 km². Mieszkańcy gminy utrzymują się głównie z rolnictwa i hodowli zwierząt. W rolnictwie dominuje uprawa kawy.